# El analfabeto
El analfabeto és una pel·lícula de comèdia mexicana de 1961, dirigida per Miguel M. Delgado i protagonitzada per Cantinflas, Lilia Prado, Ángel Garasa i Sara García. Està doblada al català.

## Argument
Inocencio Prieto y Calvo (Cantinflas) és un home que ha viscut al costat de la seva padrina Donya Epifanita (Sara García), ha estat analfabet durant tota la seva vida, cosa que li ha portat problemes en tot el seu entorn i en el seu treball com a fuster del qual és acomiadat per tots els problemes que ha causat al no saber llegir ni escriure.
Entre aquestes situacions rep una carta d'un notari on se li posa en coneixement que és hereu de la fortuna del seu recentment mort oncle Don Prisciliano Calvo y Velludo, de 2 milions de pesos mexicans, que no té més que reclamar mitjançant la presentació de la seva fe de baptisme com a prova d'identitat. No obstant això, com és analfabet, Inocencio no té ni idea del contingut de la carta i acudeix a veure al farmacèutic perquè li llegeixi la carta, quan arriba l'apotecari li diu que l'esperi mentre despatxa a una senyoreta clienta de la farmàcia, Inocencio s'assegui avergonyit de veure com la filla de la senyoreta que és una nena, ja és capaç de llegir mentre que ell, un home adult, no pot pel que es penedeix de demanar-li que la hi llegeixi i li posa de pretext que va ser per a una altra cosa.
Per a combatre el seu analfabetisme, Inocencio decideix acudir a una escola infantil a aprendre a llegir i escriure i esperar a conèixer el contingut de la carta fins que ell pugui llegir-lo per si mateix, perquè ningú més s'assabenti dels seus afers privats pel seu propi desconeixement.
Després de registrar-se a l'escola, es deté pel banc local a demanar un treball, després d'haver deixat el seu ús anterior al matí. En aquest moment coneix a Blanca Morales, una atractiva jove nouvinguda a la ciutat, i li mostra un paper on està escrita l'adreça de la seva nova ocupació, al qual Inocencio prefereix acompanyar-la personalment. El lloc on Blanca i Inocencio assisteixen és propietat de Don Rómulo González, gerent del banc en el que Inocencio va ser contractat aquest matí. Aquí també coneixen al Llicenciat Anníbal Guzmán, promès d'Ofelia González, filla de Don Rómulo i cap de Blanca.
En el transcurs de la pel·lícula, Inocencio gradualment aprèn a llegir i escriure a l'escola, on els seus companys nens es burlen d'ell en moltes ocasions, però és admirat pel seu mestre pel seu desig de superar-se, enamora a Blanca, i fa amics i enemics en el banc. Es frustra un robatori i després un pla per a fer-lo semblar culpable. Don Rómulo està tan complagut amb la seva honestedat que dona a Inocencio una recompensa de 1.000 pesos mexicans, que l'home procedeix agraït a gastar en un vestit nou per a la seva padrina Donya Epifanita, un vestit tradicional regional per a la seva amiga Blanca per a usar en un concurs de bellesa com a candidata a reina de la fira del poble, i sabates noves per a ell.
Un cert dia en el seu treball, en realitzar la neteja en el banc, sense adonar-se li cau el sobre de manera accidental que té la carta del notari que la portava en la seva butxaca, quan encara no era conegut el contingut de la carta per Inocencio. Don Fermín, un company de treball amb rancor cap a ell s'adona de la seva carta en el sòl i mana a Inocencio a la botiga per a poder recollir-la i se sorprèn del seu contingut guardant-la per a si. Fermín li revela a Don Aníbal (cosí seu) la gran fortuna de la qual Inocencio és propietari i no s'ha assabentat i planegen cometre un frau per a reclamar la seva herència. Per a això Anníbal aconsegueix una còpia de la seva fe de baptisme a l'església del poble i Fermín fa que Inocencio li signi un paper en blanc fent-li creure que admira que ja sap escriure i vol veure com fa la seva signatura per a després convertir aquesta fulla en un document legalitzat, segellat i signat on ell mateix els dona autorització de cobrar la seva fortuna.
Per a fer encara millor el pla i poder reclamar sense problemes l'herència, Anníbal i Fermín conspiren per a fer creure que Blanca (qui ha estat ofesa per Anníbal diverses vegades) ha robat les joies de la Senyora Refugi González, l'esposa del seu patró Don Rómulo per a després donar-les-hi a Inocencio. Quan la Senyora Refugi Gonzalez s'assabenta del robatori, Anníbal els diu que van ser Inocencio i Blanca, ja que van ser els únics que va veure en el moment del robatori. En el dia del concurs, quan Blanca és coronada reina de la fira del poble i en tornar, tots dos són arrestats per ser els principals sospitosos.
Mentre ells estan presos i són jutjats, Fermín en veure que Anníbal no es va presentar al judici (ja que havia promès que aniria com a testimoni a declarar en contra d'Inocencio) descobreix que ho ha traït i s'ha anat només a reclamar l'herència. Durant el judici quan Inocencio i Blanca són interrogats, aquest li lliura al jutge un paquet que ell tenia i quan l'obre resulta que tenia les joies robades davant la sorpresa de tots els presents, no obstant això en aquest moment apareix Fermín i explica al jutge que ell que va robar les joies va ser Anníbal i revela que ell està de camí a reclamar l'herència d'Inocencio.
Tots dos són declarats innocents i alliberats i Inocencio i els seus amics s'afanyen a la Ciutat de Mèxic per a frustrar l'intent d'Anníbal i denunciar-lo. Tots arriben a temps i Anníbal és arrestat en l'oficina de l'advocat després que arriba a reclamar els fons.
Al final, Inocencio signa el document que el fa creditor a la fortuna del seu difunt oncle Prisciliano i en aquest moment fa saber a tots que planeja usar la seva fortuna per a comprar una rentadora per a la seva padrina Epifanita i construir escoles per a analfabets com ho va ser ell i li proposa matrimoni a Blanca. La pel·lícula conclou amb Inocencio i Blanca en les seves noces.

## Repartiment
- Cantinflas com Inocencio Prieto y Calvo.
- Lilia Prado com Blanca Morales.
- Ángel Garasa com Don Rómulo González.
- Sara García com Doña Epifanita.
- Miguel Manzano com Don Fermín.
- Carlos Agostí com Lic. Aníbal Guzmán.
- Chino Herrera com El Poca Luz.
- Fernando Soto com El Sapo.
- Guillermo Orea com Comissari.
- Óscar Ortiz de Pinedo com Jesús López, notari públic.
- Carlos Martínez Baena com el Professor.
- Judy Ponte com Ofelia González.
- María Teresa Rivas com Señora Refugio González
- Margarita Villegas
- Luis Manuel Pelayo com representant del Ministeri Públic
- Lidia Franco com Doña Chona.
- León Barroso com Empleat del banc .
- Alicia Moreno
- Armando Arriola com Assistent de notari.
- Palmira Arzubide com Mare de Lupita
- Ildefonso González
- Zita Torreblanca
- Alberto Catalá com El Güero.
- Amada Dosamantes
- Manuel Alvarado com Don Leoncio.
- José Peña com Don Diego, boticari.
- Cecilia A. Martínez
- José Carlos Méndez
- Armando Acosta com Fuster (no acreditat).
- Jorge Casanova com Empleat del banc (no acreditat).
- José Chávez com Assaltant de banc #1 (no acreditat).
- Gerardo del Castillo com Assaltant de banc #2 (no acreditat).
- Pedro Elviro com Agutzil (no acreditat).
- Enrique García Álvarez com Sacerdot (no acreditat).
- Alberto Goula (no acreditat).
- Roberto Meyer com Gutierritos, carter (no acreditat).
- José Pardavé com Gorgonio (no acreditat).
- Francisco Reiguera como Juez (no acreditat).
- Salvador Terroba (no acreditat).

## Recepció
En el seu llibre Concise Encyclopedia of Mexico, Michael S. Werner va considerar la pel·lícula com la que va marcar l'inici del declivi creatiu de Cantinflas, dient: «Si un es veiés obligat a determinar la pel·lícula exacta que va marcar el començament del declivi creatiu de Cantinflas, un podria triar El analfabeto». A més, va elaborar: «Allí, el seu personatge s'encarna com un analfabet que treballa com a guàrdia bancari i eventualment aprèn a llegir i escriure, gràcies a l'educació pública mexicana. No obstant això, Cantinflas no és el peladito astut, encara que ignorant, d'antany; més aviat, és un ximple quasi retardat com un nen que s'enganya fàcilment. Enrere van quedar les ofenses cap als poderosos que van caracteritzar les seves pel·lícules anteriors: l'amo del banc és bo mentre que els seus empleats són dolents, i l'església catòlica és fonamental per a la 'salvació' de l'analfabet». En Cantinflas and the Chaos of Mexican Modernity, Jeffrey M. Pilcher va arribar a conclusions similars, dient: «La falta d'artifici i sofisticació sempre havia estat part del seu savi i ximple personatge [el de Cantinflas], però a El analfabeto, ja no semblava savi, simplement un ximple», teoritzant que Cantinflas «va adoptar a l'innocent ximple» de la seva pel·lícula anterior Pepe «com la nova identitat de Cantinflas», i que en la pel·lícula «el capitalista representava a un guardià benvolent mentre que l'antagonista era un company gelós que intentava sabotejar el seu èxit». No obstant això, Pilcher també va declarar que «la pel·lícula va comptar amb el repartiment més fort de Moreno en dècades», destacant a Ángel Garasa, Carlos Martínez Baena i Sara García.

## Detalls de l'edició en DVD
La pel·lícula està disponible en DVD per Sony Pictures Entertainment, amb àudio en castellà i subtítols en espanyol i anglès. Aquesta edició de la pel·lícula està en format Letterbox i en pantalla ampla.